# Cante chico
Cante chico, Ка́нте чи́ко (исп., дословно — «малое пение», т. е. пение в «низком», простом стиле) — класс музыки и поэзии фламенко, позднейший и ныне наиболее популярный его пласт. Синоним канте чико — cante flamenco (этим же словосочетанием зачастую обозначают всё многообразие стилей фламенко). В современной классификации фламенко «малое/низкое пение» стилистически противопоставляется «большому/высокому пению», канте хондо (исп. cante hondo).
К канте чико относятся алегри́а (alegría), булери́а (bulería), фарру́ка (farruca), танго (tango), малаге́нья (malagueña), солеари́лья (solearilla), севилья́на (sevillana), фанданги́льо (fandangillo, иначе fandango aflamencao, т. е. «фламенкизированное» фанда́нго) и другие жанры.